# Förrlibuck
Le Förrlibuck était un stade de football situé dans la ville de Zurich, en Suisse.

## Histoire
Inauguré en mai 1924 par le club zurichois des Young Fellows, le stade accueille  deux finales de Coupe de Suisse en 1927 et 1936, lors desquelles les Grasshoppers remportent leur deuxième Coupe et les Young Fellows leur seule et unique. En 1965, le stade disparaît lors de la construction du viaduc du Hardturm, un quartier de la ville.  

## Rencontres internationales
Outre la Coupe, le stade accueille des rencontres internationales de l'équipe de Suisse. Entre 1924 et 1928, elle y en dispute quatre :
| Date            | Adversaire | Résultat | Spectateurs | Compétition  |
| --------------- | ---------- | -------- | ----------- | ------------ |
| 18 mai 1924     | Hongrie    | 4-2      | 18 000      | Match amical |
| 19 avril 1925   | Pays-Bas   | 4-1      | 20 000      | Match amical |
| 29 mai 1927     | Autriche   | 1-4      | 17 000      | Match amical |
| 14 octobre 1928 | Italie     | 2-3      | 20 000      | Match amical |